# 谢菲尔德
（英国华人稱雪埠）是一座位于英國英格蘭約克郡-亨伯區域南约克郡的都市自治市，得名于流經该市的雪菲河。该市人口约有577,800人（2017年中），是伦敦以外英格兰最大的八座城市之一。該市的都會圈向南延伸至德比郡北部的切斯特菲爾德和打比郡河谷，以及向北擴展至唐卡斯特，都會圈的總人口達到1,569,000人，在英格蘭内僅次於伯明罕和里茲。
谢菲尔德在工業革命中扮演重要的角色，许多工业方面的革新，包括坩埚钢和不锈钢都诞生在这座城市；从18世纪起，谢菲尔德市开始以钢铁工业和西方餐具貿易闻名于世，同時该市的人口躍升了数十倍，並在1893年获得地方自治权，正式冠名为谢菲尔德市。在1970年代和1980年代，国际竞争和英国煤炭工业的崩溃导致当地工业衰落，人口也随之下降。近年来，该市开始复苏和進行多項大規模重建計劃，将自己重新定位为一座体育与科技之城。市內的谢菲尔德大学是英国六所“红砖”高等学府之一，在2019年泰晤士高等教育世界大學排名中位列英國第12名，另外設有谢菲尔德星期三、谢菲尔德联等球会，其中谢菲尔德足球俱乐部(Sheffield F.C.)是全世界最早成立的足球會之一。

## 地理
谢菲尔德位處 53°23′N 1°28′W / 53.383°N 1.467°W，与羅瑟勒姆紧相毗邻，中間主要被M1高速公路所隔断。尽管巴恩斯利都市自治市在北面与谢菲尔德接壤，但巴恩斯利市本身距离谢菲尔德还有数英里之遥。该市南面和西面的边界与德比郡接壤；在20世纪上半叶谢菲尔德的區域向南扩展至德比郡的边界，同時把多爾和托特利等鄉村納入管治範圍内。该市的西侧直接毗邻峰区国家公园和奔宁山脉。 该市现有边界确立于1974年，当时原来的谢菲尔德郡自治市和斯拓布利茲城市區及沃特雷鄉郊區中的2個民政教區合拼，该区域主要為环绕主城区周围的近郊乡村部分。谢菲尔德大约有三分之一的地方属于峰区国家公园，而從没有其他任何英国城市的市界以内的地方曾被划为国家公园；直至2010年布赖顿-霍夫内設立南唐斯國家公園。
谢菲尔德是一个在地理上变化多样的城市。该市建立在奔宁山脉東面山腳，被群山圍繞。这里是頓河、雪菲河、Rivelin河、Loxley和Porter河等5条河流的汇合处。谢菲尔德大部分城市和鄉村都建造在山坡上，因此從外圍山坡向内可以看到市中心，向外可以看到山脈和乡村。该市的最低点的海拔高度只有29米，而该市的某些部分海拔高度超过了500米 （1,640 英尺）。不过，该市有79%的住宅是位于海拔100米到200米（330到660英尺）之间的高度；其中S6地區的卜力街擁有全英格蘭第三陡峭的住宅街道。
谢菲尔德人均拥有的树木冠絕全歐,一项评估称总计谢菲尔德共有超过200万颗树木，同時也被譽爲英格蘭最為綠化的城市。这里有超过170处林地（面积28.27平方公里），78个公共公园（面積18.30平方公里）和10个公共花园。加上面积为134.66平方千米（52平方英里）的国家公园和10.87平方千米（4.2平方英里）的水面，使该市有61%的面积均为绿地。谢菲尔德还拥有极其变化多样的生态环境，包括市区、林地、耕地、湿地、草甸和河漫滩，与英国任何一座城市相比都不会逊色:。该市範圍内有六處地方均被划为具特殊科學價值地點，因此谢菲尔德正式赢得了2005年度花卉聯盟竞赛，成为欧洲最绿化的城市。。
谢菲尔德地區最古老的岩層在3.2億年前的石炭紀所組成，當時該地區位處於熱帶，而主要的岩石種類為砂岩、石灰岩、當中夾雜含有煤的岩層。而該地區的石炭紀煤礦為工業革命時期帶來充足的燃料作為能源生產。南約克郡煤田是該地區的主要礦物資源，出產的煙煤和半無煙煤分別適合用作家用供暖和工業熔爐。

## 人口
谢菲尔德周围的城市，如巴恩斯利、唐卡斯特、罗特海姆和切斯特菲尔德的居民常常将谢菲尔德人称为"dee-dars" （起因為他们將"th" 發音為方言词汇"thee" 和 "thou")。许多约克郡方言词汇、发音来源于古挪威语归因于维京人在该地区的的影响。
根据2001年英国的人口统计，谢菲尔德的人口中91.2%为白人，4.6%为亚洲人，1.6为混血种，1.8%为黑人。谢菲尔德有许多移民来自波兰、索马里、斯洛伐克、也门和科索沃。若依照宗教信仰計算，人口中共有68.6%为基督徒，4.6%为穆斯林，其他宗教徒所占比例均不足1%。无宗教信仰者超过英国平均水平，达到17.9%。年龄分组中人数最多的是20-24岁 (9.2%)，主要是由于大量的大学人口（超过45,000人）。

## 区域
作為英格蘭北部的都市自治市，谢菲尔德由许多在规模和历史方面差异巨大的分区组成。许多分区自村落发展而成後，在谢菲尔德城市扩展时被合并，因此邊界十分清晰。这些区域被分成28个选区。每个选区一般包括4到6个分区。

## 历史
谢菲尔德所在的地區最迟在冰河时代的末期已经有人类居住，但是创建谢菲尔德的盎格魯-撒克遜人在公元500年以后才到达这里。在盎格鲁萨克森时期，谢菲尔德地区恰好横跨麦西亚和诺森布里亚两个王国的边界。《盎格魯薩克遜編年史》提及在829年，诺森布里亚国王恩尼德在谢菲尔德附近的多爾村庄屈服于威塞克斯的埃德伯特 这个事件使埃格伯特成为第一个英格兰国王的萨克森人。1066年诺曼征服之后，威廉一世于1086年下令编纂《末日审判书》，此书最早将谢菲尔德附近的区域称为哈伦农庄，并以此来估计这些英格兰小镇和庄园的价值；同時建造了谢菲尔德城堡以控制这个区域，后来这个小镇发展成为近代城市的核心。

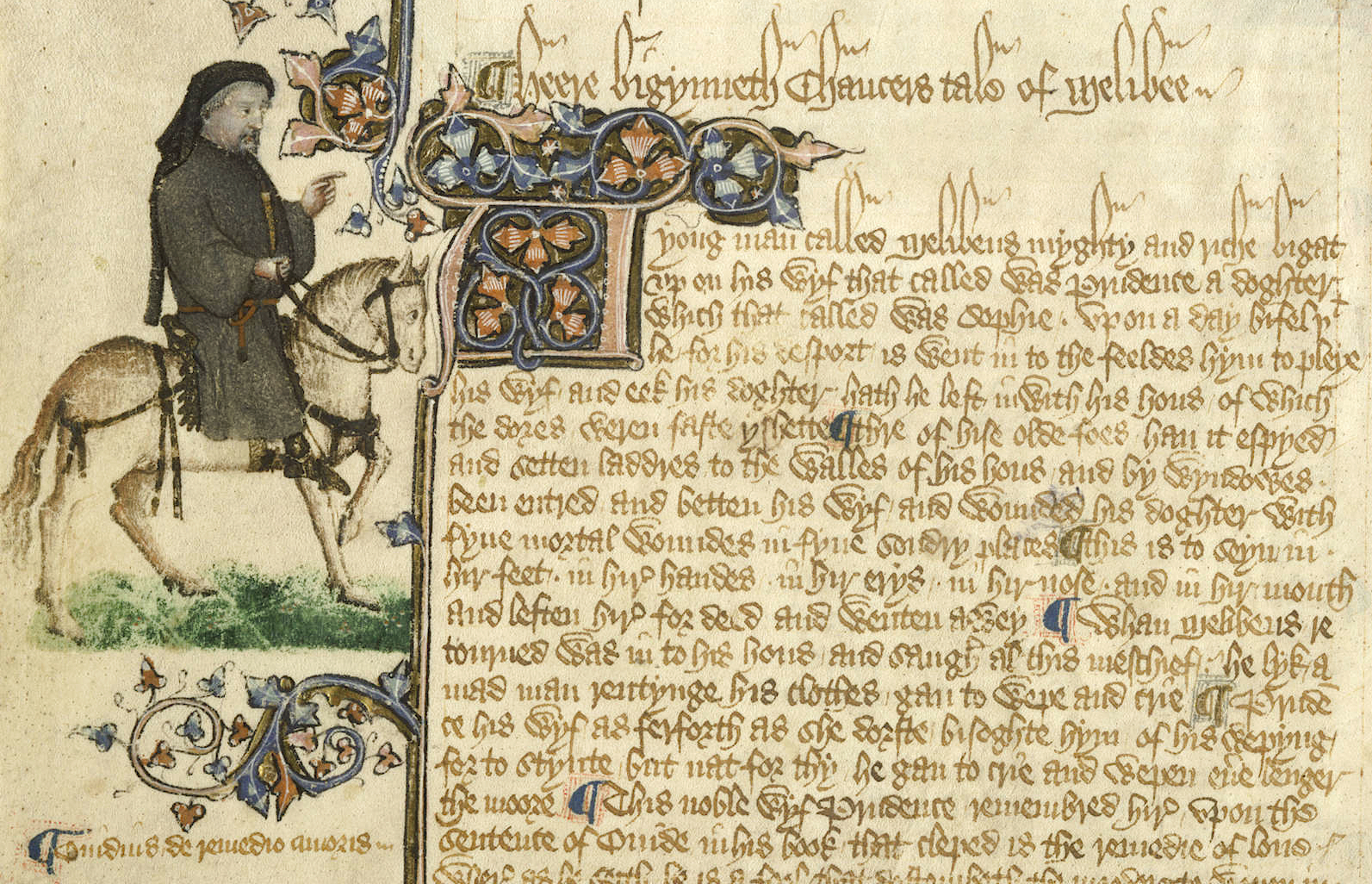
《坎特伯雷故事集》中作为一名到坎特伯雷朝圣者的乔叟肖像

1296年，在现在城堡广场的位置开辟了谢菲尔德市场，谢菲尔德随之发展並於1297年獲得憲章成為自治市鎮。在14世纪，谢菲尔德已经以刀具生产著称，在乔叟的《坎特伯雷故事集》中亦有提及。早在14世紀，这里已经成为英格兰餐具生产的主要中心，刀具貿易則由1624年成立的哈倫郡刀匠工会监管。从1570年到1584年，苏格兰女王玛丽一世作为囚犯被关押在谢菲尔德城堡及其附屬庄园里。
在1740年代，製作坩埚钢的技術使钢铁能够制造出比以往更好的质量。同时也发明了一种将一层熔化的薄的银镀在铜锭上以生产镀银餐具的技术，这以「谢菲尔德餐具」广为人知，部分更出口至歐洲及美洲市場。这些革新使谢菲尔德作为一个工业城市得到高速发展。不过，在18世纪末和19世纪初对法国的战争期间，令西方餐具失去了歐洲大陸的重要出口市场，一度导致了该市经济衰退。1832年一场霍乱更造成402人死亡。持續的工业革命使谢菲尔德在19世纪得到复兴和迎接高速的人口增长，该市在1842年成为一个行政区，并在1893年升级为城市 。該市的人口從1801年的60,095人迅速增加至1901年的451,195人；人口的遷入增加了对清洁水源的需求，因此在该市的外圍郊区新建了许多水库，但其中一个水库水坝在1864年倒塌引起了「谢菲尔德大洪水」，导致270人死亡和摧毀了大部分的城市，也是英國傷亡最嚴重的一次水災。人口的大量增加还导致大片密集的贫民窟形成，加上工厂不斷排除廢氣和污染物，乔治·奥威尔在1937年写道：“我想，就算将谢菲尔德称为旧大陆最丑陋的城市也不為過”。
第一次世界大战期间，谢菲尔德市所屬的約克及蘭卡斯特軍團第12營在索姆河战役中傷亡惨重，合共513人陣亡 谢菲尔德市亦遭到德国飞艇的轰炸。在1930年代的全球经济衰退重創該市的經濟，直到第二次世界大战前夕由于国际形势紧张，市内钢铁厂开始着手为战争提供武器弹药才暂时终止。但战争爆发後该市立即成为轰炸的目标。最严重的轰炸发生在被称为“谢菲尔德闪电战”的1940年的12月12日和12月15日晚上，共超过660人丧生，无数建筑物被摧毁。
在战后的1950年代和1960年代，许多贫民窟被拆毀，並被公园山公寓等的公共房屋计划取而代之。市中心的大片空置地区讓为新的道路系统能夠落實建設。工業機械化和經濟轉型帶來海外竞争导致许多本地钢铁工廠倒閉。1980年代是谢菲尔德和英國其他工業城市衰落的谷底，期間更發生了以英国矿工大罢工。1990年，在钢铁工廠遗址上建造麥都豪爾購物中心创造了大量的工作职位，但同時也加速了市中心商業街的衰落。当该市主办1991年世界大学生运动会时启动了城市复兴计划，建成了一批新的运动场地建筑，包括頓河河谷體育場和Ponds Forge國際體育中心。该市在過去20年經歷迅速变化，衰落的内城區部分得到了重建。其中耗資1.3億英鎊的「城市核心」项目在市中心完成了许多公共建设工程，例如在1998年修复了谢菲尔德市政厅、2001年4月开放的千禧画廊及2003年5月开放冬季花园，而连接这两个地方的公共空间―千禧广场则在开放2006年5月。2006年12月22日，火車站前的雪夫广场開幕，以由谢菲尔德鋼鐵建成的雕塑「The Cutting Edge」作為該市21世紀現代的門廊。「城市核心」项目第二階段將於2024年完成，屆時將會提供甲級辦公室、兩間四至五星級酒店及商住綜合項目以吸引投資和增加就業職位。

## 經濟
钢铁和冶金一直是谢菲尔德的主要产业而在國際聞名，作為工業革命時期的重要動力，谢菲尔德更有著「鋼鐵之城」的美譽 。過去該城由於地理位置關係而遠離國内主要貿易路綫，但1830年代運河和鐵路的建設使對外交通大為改善。許多工業革新都誕生於該城，其中包括班傑明·亨茨曼在1740年發明的坩堝鋼技術 ；哈利·佈雷爾利（Harry Brearley）在1912年發明的不鏽鋼技術更把刀具成本大大下降。1805年成立的谢菲尔德鐵匠工場（Sheffield Forgemasters）更是世界僅餘的獨立鋼鐵工廠，該工廠在生產和鍛造大型核能部件方面享有良好的國際聲譽，更曾獲得英國皇家海軍機敏級核潛艇的計劃訂單。谢菲尔德目前每年生产的钢铁量已超过以往历史上任何时期，不过由于工廠现在已经高度自动化，所雇用的雇员远较过去为少。除钢铁業外，采礦业也是该市外圍地区的主要产业，建造西敏宮和谢菲尔德市政廳所用的石灰岩也来自邻近安斯顿的礦場。工業以外其他重要的雇主包括：市议会、大学和医院。
在多年的衰退之后，现在谢菲尔德已经显现出经济复兴的迹象。2004年巴克莱银行财政计划编制显示，在2003年哈倫国会选区的谢菲尔德分区是伦敦以外总体财富排名最高的地区，年收入超过60,000英镑者的比例几乎达到12%。萊坊的一项调查显示谢菲尔德是2004年下半年伦敦以外写字楼和住宅租金增长最快的英国城市。在2005年度，在该市的投资額已達到2亿5千万英镑。房地產業發展與内城區重建的趨勢显而易见，包括The Moor、West One、冬季花园、和平花园、千禧画廊的建設都帶來大量投資和就業。尽管谢菲尔德和其他英格蘭大城市相比仍有一定落差，但該市仍是南約克郡的主要零售业中心，並建有许多商业街、百货公司和時尚店铺。市中心主要的购物区位于The Moor和Fargate一帶，建有约翰路易斯百貨、馬莎百貨、艾金森百貨、和德本漢姆百貨等百貨公司的店鋪。谢菲尔德主要的市集位於建造在古谢菲尔德城堡的遗址上的城堡廣場，而市中心以外也建有麥都豪爾購物中心。

## 政府与管治
谢菲尔德由选举产生的谢菲尔德市议会管理，市议会历史上大部分时间被工党控制。只在世纪之交短时期内曾被自由民主党控制。市议会共有84名议员。该市还拥有一名市长勳爵，过去市长办公室拥有相当大的權力管理市议会的财政和事务，而現在只為象徵式的角色，實際上管理市政的是市議會多數黨領袖。
在2004/5年度，政府支出总额为12.29亿英镑，分布于以下项目:
- 教育 33%
- 住宅 25%
- 社会服务 17%
- 其他服务 11%
- 規劃、公路及運輸 6%
- 休闲观光 5%
- 垃圾处理 2%
- 环境卫生 1%

多数市议会拥有的设施现在由独立的公益信托机构来进行运作。谢菲尔德国际会场管理该市的众多体育和休闲设施，包括谢菲尔德竞技场和頓河河谷體育場。「谢菲尔德美术馆与博物馆托管人」和「谢菲尔德工业博物馆托管人」负责照管市议会拥有的美术馆和博物馆，包括千禧畫廊、兰心戏院和坩埚剧院。但和大部分歐洲城市一樣，谢菲尔德的經濟在2007至2008年受到環球金融危機影響，英國政府和谢菲尔德市議會都改為實行緊縮財政政策，從2010年至2018年，近160亿英镑的撥款因而被取消。現在市議會每年需要削減4.3亿英镑預算，未來4年更需要持續削減3900萬英鎊預算。
该市现在拥有6名英国国会下议院的下议院议员，但由於其中一个名额将要分给巴恩斯利，下次选举中将會减为5名。

### 外交
因为第二次世界大战後，协同英国军队作战的波兰退伍军人移居到了该市，雪菲爾还与波兰有密切的联系。因此，1997年波兰在该市设立了领事馆，这也是过去60年间波兰首次在英国新设领事馆。

## 体育
谢菲尔德体育拥有悠久的历史遗产。在1857年，一班板球運動員组成世界第一个正式的足球俱乐部：谢菲尔德足球俱乐部，到1860年谢菲尔德有15个足球俱乐部。現時錫周三和谢菲尔德足球俱乐部都在英格蘭足球聯賽中，而兩個足球會都是由前板球會所組成。另外，哈倫足球會現時仍然使用世界最古老的主場足球场地，位於谢菲尔德郊外的Crosspool。
在足球以外，士碌架世界錦標賽自1977年起便在谢菲尔德克魯西布劇院舉行，是士碌架運動歷史最悠久、影響力和獎金規模最大的賽事。克魯西布劇院作為能容納近千人的劇院，坐在前排的觀眾可以欣賞到咫尺之遙的選手們的精彩表演；也正是從锦标赛轉到谢菲尔德舉行開始，士碌架開始贏得大量的電視觀眾和球迷，而克魯西布劇院則幾乎成了士碌架的代名詞。谢菲尔德大学還以體育風氣盛行著稱，除了由學生會贊助的團隊，還有學生自行營運的球隊；如該校的曲棍球隊在全英大學曲棍球中屬於甲組水平。谢菲尔德大学每年與同在錫菲市的雪菲爾哈倫大學每年舉行多達三十餘項的友誼賽，稱為Varsity Challenges。

## 文化

### 音乐
谢菲尔德在英倫搖滾和另類搖滾方面非常有名，多隊英國著名搖滾樂隊包括果漿樂團、北極潑猴和威豹樂隊均來自谢菲尔德。
每当假日，总有大量年轻人从英国各地涌入谢菲尔德感受当地丰富多彩的夜生活，其中以酒吧和电子音乐为主。谢菲尔德堪称英国现代音乐之都，以西街（West Street）为中心的各式酒吧中，人们可以享受到由国际知名DJ演出的鼓打貝斯、電子浩室、節奏藍調等多种现代音乐类型。其中较知名的有红石酒吧(Redstone Bar)，钢铁俱乐部(Steel House Nightclub)等。

### 名胜

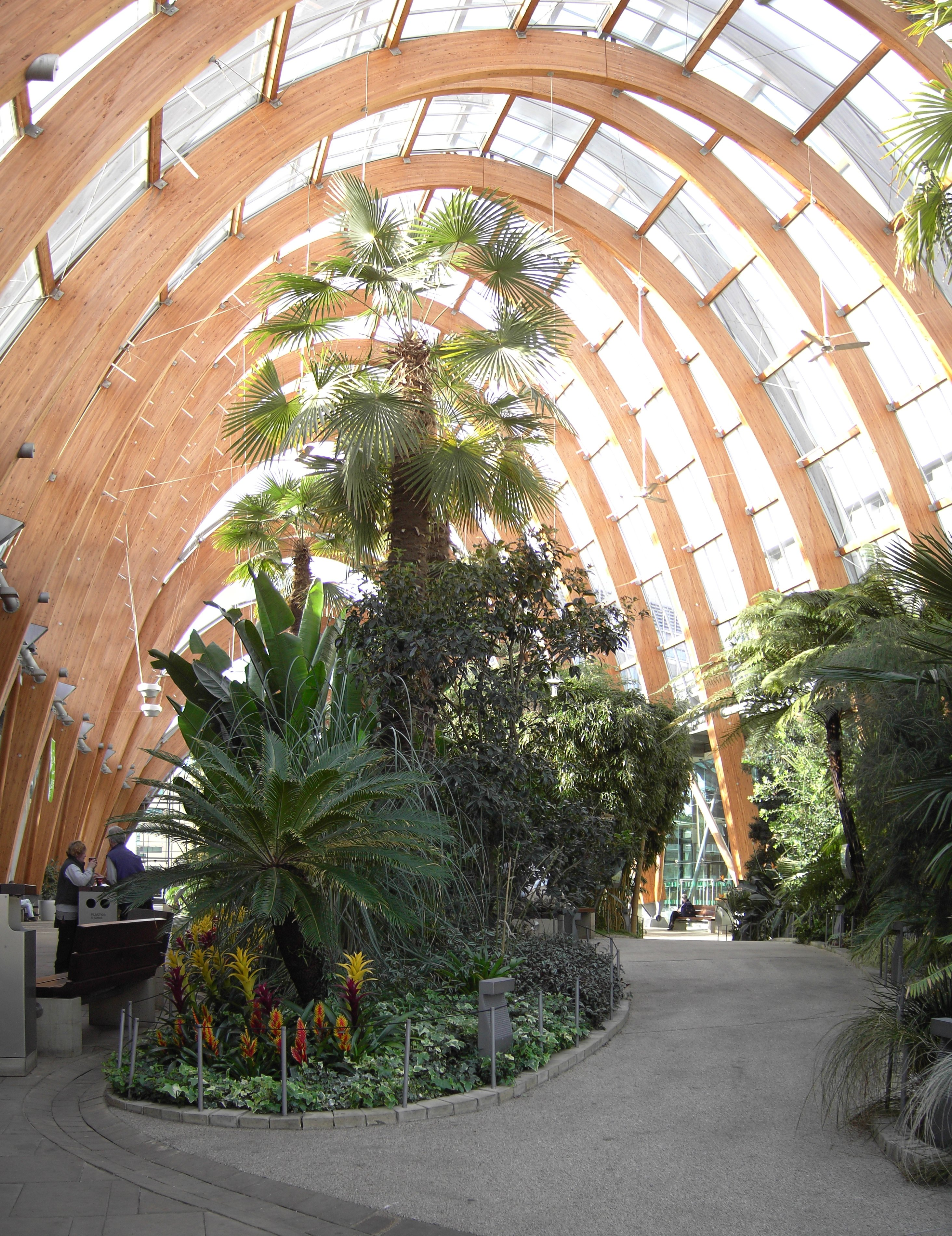
谢菲尔德冬季花园

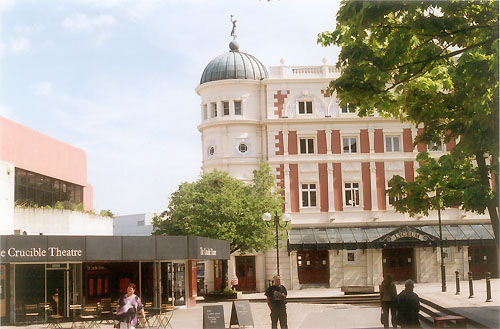
兰心戏院和坩埚剧院

谢菲尔德有2座主要剧院：兰心戏院和克魯西布劇院，再加上较小的工作室剧院，构成伦敦以外最大的剧院联合体。这里有4个主要的艺术画廊，包括现代派的千禧年画廊和遗址画廊，专门研究多媒体应用。市中心的谢菲尔德名人廊，与好莱坞类似，赋予谢菲尔德的著名人物以荣誉。
该市还拥有许多名胜，诸如谢菲尔德冬季花园和和平花园，最近又花费670万英镑重建谢菲尔德植物园。这里还有一座希里城市农庄，在格雷夫斯公园还有一个对公众开放的第二动物收藏所。该市拥有几座博物馆，包括 韦斯顿公园博物馆、科尔汉姆岛屿博物馆、谢菲尔德消防与警察博物馆、阿比戴尔工业村和牧羊车轮。维多利亚码头则是一个受欢迎的运河边休闲与办公区。

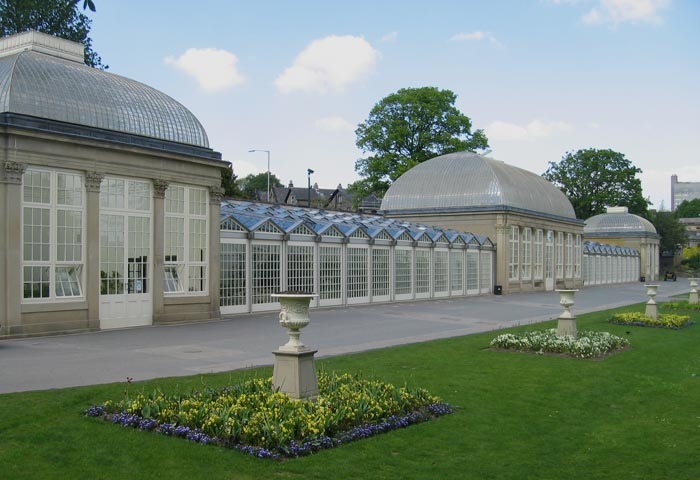
谢菲尔德植物园的玻璃温室

谢菲尔德有大约1,000座列表建筑 （包括整个谢菲尔德邮区）。其中有5座一级建筑，42座二级建筑，其余是三级建筑，与其他英国城市于相比一级建筑较少。例如利物浦拥有26座一级列表建筑。这种情形，令著名的建筑史学家尼古拉斯 Pevsner在1959年评论道该市在“建筑上令人痛苦的失望”，没有任何有特色的19世纪之前建筑。
该市有许多公园，例如磨坊公园、Endcliffe Park和Graves Park。该市很大一部分被划为特别科学爱好地（英国政府认为该地区由于其动物学、植物学、地质学和地形学特征，特别有趣），包括一些城市地区。

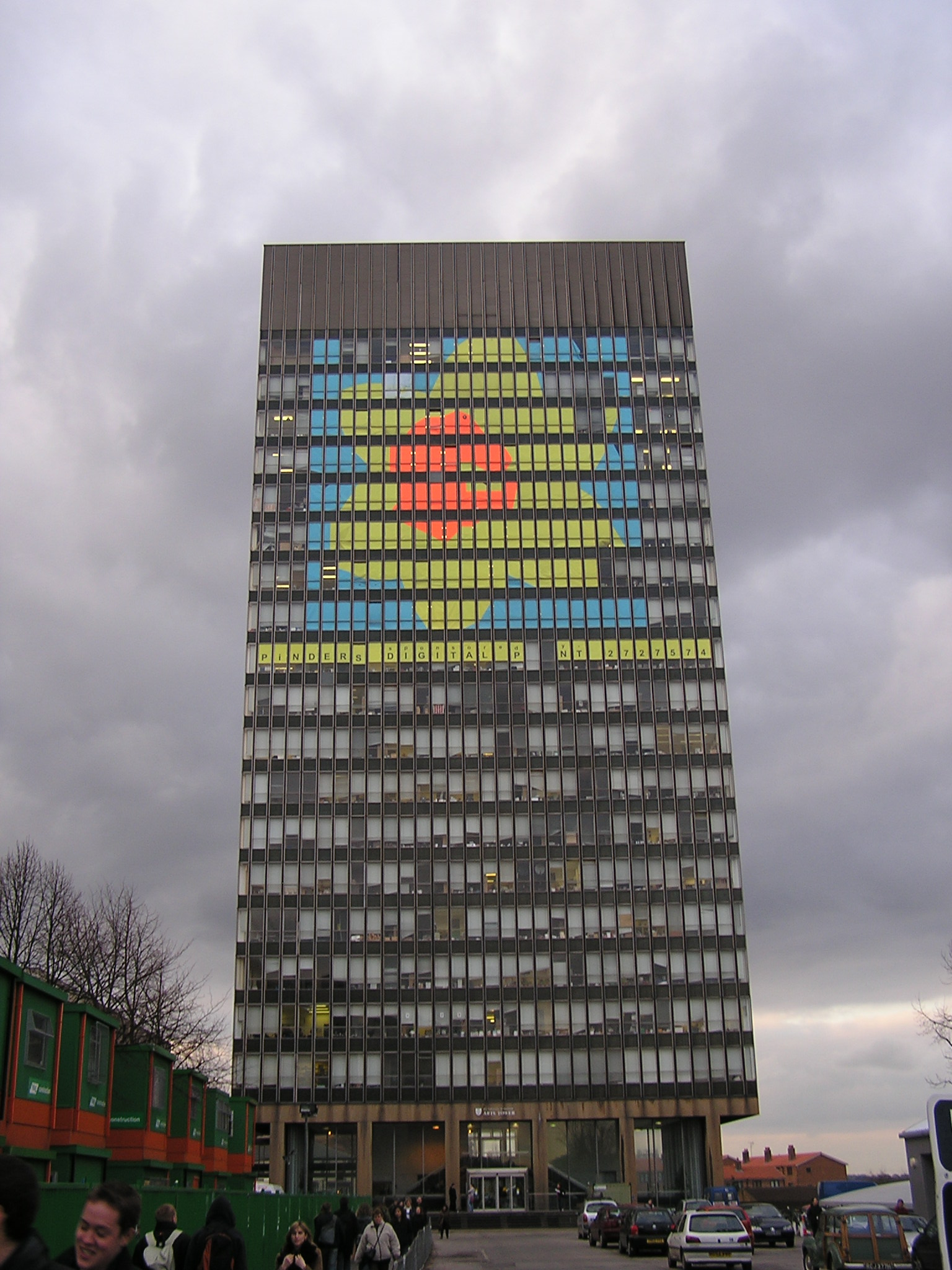
位于谢菲尔德大学校园的藝術塔

### 教育
谢菲尔德拥有两所大学，分別為谢菲尔德大学和雪菲爾哈倫大學，这两所大学每年为该市带来55,000名学生，其中有许多来自于远东。由于人口中学生数量庞大，谢菲尔德拥有许多酒吧如：红石(Redstone bar)、咖啡馆如：星巴克、俱乐部如：Leadmill Nightclub和商店如：The Moor和Meadowhall，还有许多提供给学生的住宅。谢菲尔德有2所「持續教育学院」。谢菲尔德学院最初由该市附近的六所学院合并而成，后来变为3所：城堡（位于市中心）、西尔斯波洛和诺顿，都是谢菲尔德学院下属的半自治机构。隆戈理公园六年级学院由当地教育权威开办于2004年。
该市拥有141所小学和27所中学，其中7所有六年级，全部位于谢菲尔德的南部或西部。

## 交通

### 国家和地区公路

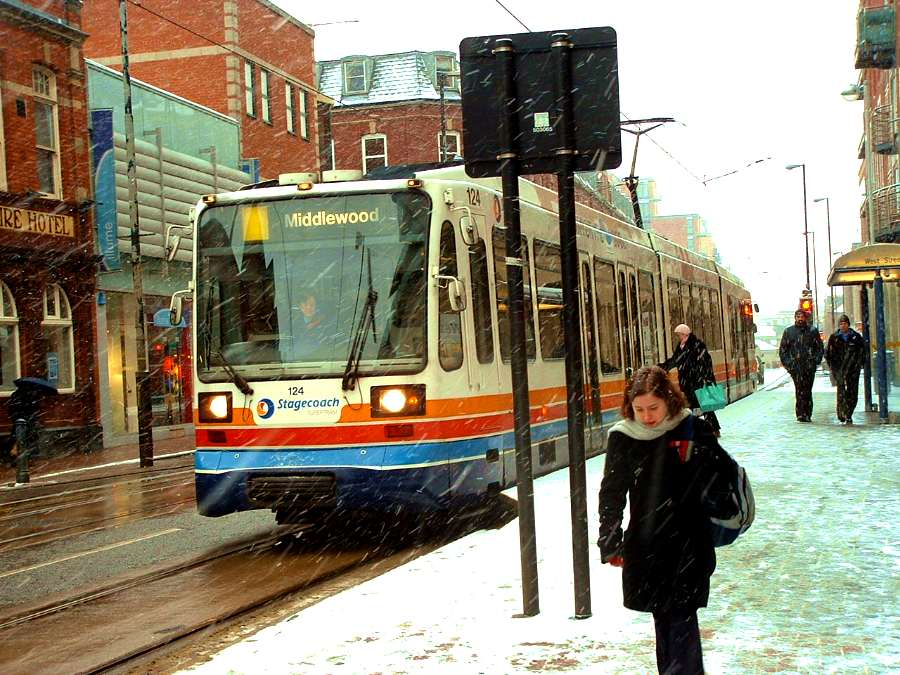
谢菲尔德輕軌電車，由原鋼鐵工人通勤電車整改而來。

谢菲尔德通过M1和M18高速公路与国家高速公路网连接。M99高速公路环绕该市的东北方，使谢菲尔德与南面的首都伦敦以及北面的利兹联结起来；M1高速公路的分支M18高速公路将该市与唐卡斯特、羅賓漢唐卡斯特雪菲爾機場和亨伯的港口联结起来。谢菲尔德大道连接市中心和其他高速公路。另外，A57和A69公路是经过谢菲尔德的主要干道，将谢菲尔德与曼彻斯特、沃克索普、巴恩斯利和切斯特菲尔德联结起来。

### 国家铁路
主要貫通谢菲尔德的鐵路幹綫為米德蘭主線，最初的路段於1839年6月4日通車，將谢菲尔德、打比、萊斯特和倫敦連接起來，東米德蘭列車提供特快客運列車从谢菲尔德前往伦敦聖潘克拉斯車站最快只需要2小时。由英國縱貫鐵路營運的直通列車能將谢菲尔德和苏格兰东部的阿伯丁和英格兰西南部的普利茅斯連接起來，形成穿越全英国的东北-西南向的干线。谢菲尔德还坐落在连接利物浦、曼彻斯特和赫爾的东英格兰线路上，有直通利物浦、曼彻斯特、赫尔、林肯和諾域治。短距離的城際列車由同時將谢菲尔德与邻近的巴恩斯利、唐卡斯特和羅瑟勒姆連接，使通勤交通變得方便。所有列車都會通过和停靠位于市中心东南边缘的火车总站：谢菲尔德米德兰火车站，該站也是南約克郡最為繁忙的火車站。在2017年至2018年，謝菲爾德車站是英國第43繁忙的火車站，出入站人次達到9,667,514，轉乘人次也達到1,064,378。

### 长途汽车
谢菲尔德是长途汽车的一个重要枢纽，拥有前往普利茅斯和爱丁堡的直通长途汽车。

### 航空
目前谢菲尔德居民航空出行主要依靠于曼徹斯特機場，該機場服務199個國內外航點，更是英國客運量第三繁忙的機場；谢菲尔德和曼徹斯特機場间有铁路连接，旅客通常需要在曼彻斯特皮卡迪利站换乘前往机场的列车，整体耗时约为1小时30分钟。
曾经距离谢菲尔德最近的机场是羅賓漢唐卡斯特雪菲爾機場，距离谢菲尔德市中心18英里，但该机场因运营不善已于2022年11月停止运营。

### 本地交通

#### 本地铁路
谢菲尔德多山陡峭的地形，以及该市过去主要作為工业中心的性质，令该市無法如其他同规模的英国城市般发展广阔的郊区铁路和城际铁路网络。不过，谢菲尔德也有多条本地铁路线沿着河谷連接起近郊地區，將通勤人士從南约克郡、西约克郡、诺丁汉郡、林肯郡和德比郡運送到該市；这些当地线路包括潘尼斯通、Dearne Valley、Hope Valley和Hallam线。除了終端站的謝菲爾德站和麥都豪爾購物中心樞紐車站外，还有4个主要郊区火车站，包括Chapeltown、Darnall、Woodhouse和Dore。

#### 轻轨
謝菲爾德超級電車由南約克郡交通局所有。謝菲爾德超級電車的建設計劃開始於1985年，並且1994年3月21日通車，2018年10月25日延伸至羅瑟漢姆。現在共有50個車站、4條路線：分别为黄线、蓝线、紫线和輕軌鐵路的黑线。此電車系統以1,435mm標準軌興建，全長34.6公里，設計當初參照香港九廣鐵路公司營運的九廣輕鐵技術標準建造，而首批員工亦曾接受九鐵公司的訓練。

#### 自行车
谢菲尔德地勢高低不平，因此比較不利使用自行車，該市的自行車使用率也低於全英國。儘管如此，谢菲尔德市議會也全力推廣普及使用自行車，現時有多條自行車徑穿越市中心及近郊地區，包括從Crookes、Darnall連接至Stocksbridge、從Hillsborough至Totley和Halfway等等，未來也正在計劃會興建連接谢菲尔德大學至谢菲尔德大會堂的自行車徑。

## 氣候
| 雪菲爾                                                                             | 雪菲爾      | 雪菲爾      | 雪菲爾      | 雪菲爾      | 雪菲爾      | 雪菲爾      | 雪菲爾      | 雪菲爾      | 雪菲爾      | 雪菲爾       | 雪菲爾      | 雪菲爾      | 雪菲爾        |
| 月份                                                                               | 1月         | 2月         | 3月         | 4月         | 5月         | 6月         | 7月         | 8月         | 9月         | 10月         | 11月        | 12月        | 全年          |
| ---------------------------------------------------------------------------------- | ----------- | ----------- | ----------- | ----------- | ----------- | ----------- | ----------- | ----------- | ----------- | ------------ | ----------- | ----------- | ------------- |
| 历史最高温 °C（°F）                                                                | 6.4 (43.5)  | 6.6 (43.9)  | 8.8 (47.8)  | 11.4 (52.5) | 14.7 (58.5) | 17.3 (63.1) | 19.4 (66.9) | 19.1 (66.4) | 16.5 (61.7) | 12.8 (55.0)  | 9.1 (48.4)  | 6.7 (44.1)  | 12.4 (54.3)   |
| 历史最低温 °C（°F）                                                                | 0.7 (33.3)  | 0.6 (33.1)  | 2.1 (35.8)  | 3.4 (38.1)  | 6.0 (42.8)  | 8.9 (48.0)  | 11.0 (51.8) | 10.9 (51.6) | 8.9 (48.0)  | 6.2 (43.2)   | 3.2 (37.8)  | 0.9 (33.6)  | 5.3 (41.5)    |
| 平均降水量 mm（）                                                                  | 94.1 (3.70) | 69.2 (2.72) | 75.2 (2.96) | 64.9 (2.56) | 61.0 (2.40) | 71.9 (2.83) | 72.3 (2.85) | 82.4 (3.24) | 80.8 (3.18) | 100.6 (3.96) | 98.1 (3.86) | 99.2 (3.91) | 969.8 (38.18) |
| 平均降雨天数（≥ 1.0 mm）                                                           | 14.2        | 11.1        | 12.5        | 10.9        | 10.5        | 10.7        | 10.7        | 11.5        | 10.9        | 13.6         | 14.3        | 13.7        | 144.6         |
| 平均相對濕度（％）                                                                 | 85          | 83          | 80          | 76          | 75          | 74          | 74          | 75          | 78          | 82           | 85          | 86          | 79            |
| 月均日照時數                                                                       | 49.4        | 70.5        | 101.9       | 142.4       | 182.8       | 166.7       | 175.6       | 164.0       | 126.7       | 94.0         | 58.7        | 43.5        | 1,376.2       |
| 来源：All data from 英國氣象局,except for humidity data which is from Weatherspark |             |             |             |             |             |             |             |             |             |              |             |             |               |

## 姊妹城市
| 德國北萊茵-威斯伐倫州波鴻 中國四川省成都市 | 烏克蘭頓內次克 尼加拉瓜埃斯特利 | 日本神奈川縣川崎市 美國賓夕法尼亞州匹茲堡 |

资料来源：

### 指南
- 维基导游上有關谢菲尔德的旅行指南
- SHEFFIELD city guide
- MySheffield.net
- Sheffield Scene（页面存档备份，存于）
- Queer Sheffield
- Made In Sheffield（页面存档备份，存于）

53°23′09″N 1°28′10″W / 53.38583°N 1.46944°W